# Begraafplaats van Saint-Martin-d’Ablois
De Begraafplaats van Saint-Martin-d’Ablois is een begraafplaats in de Franse gemeente Saint-Martin-d'Ablois (departement Marne). De begraafplaats ligt 625 m ten noordoosten van het centrum van de gemeente. Ze heeft een lange rechthoekige vorm en is met een natuurstenen muur omringd en een dubbel hek als toegang. 

## Militaire graven

### Franse graven

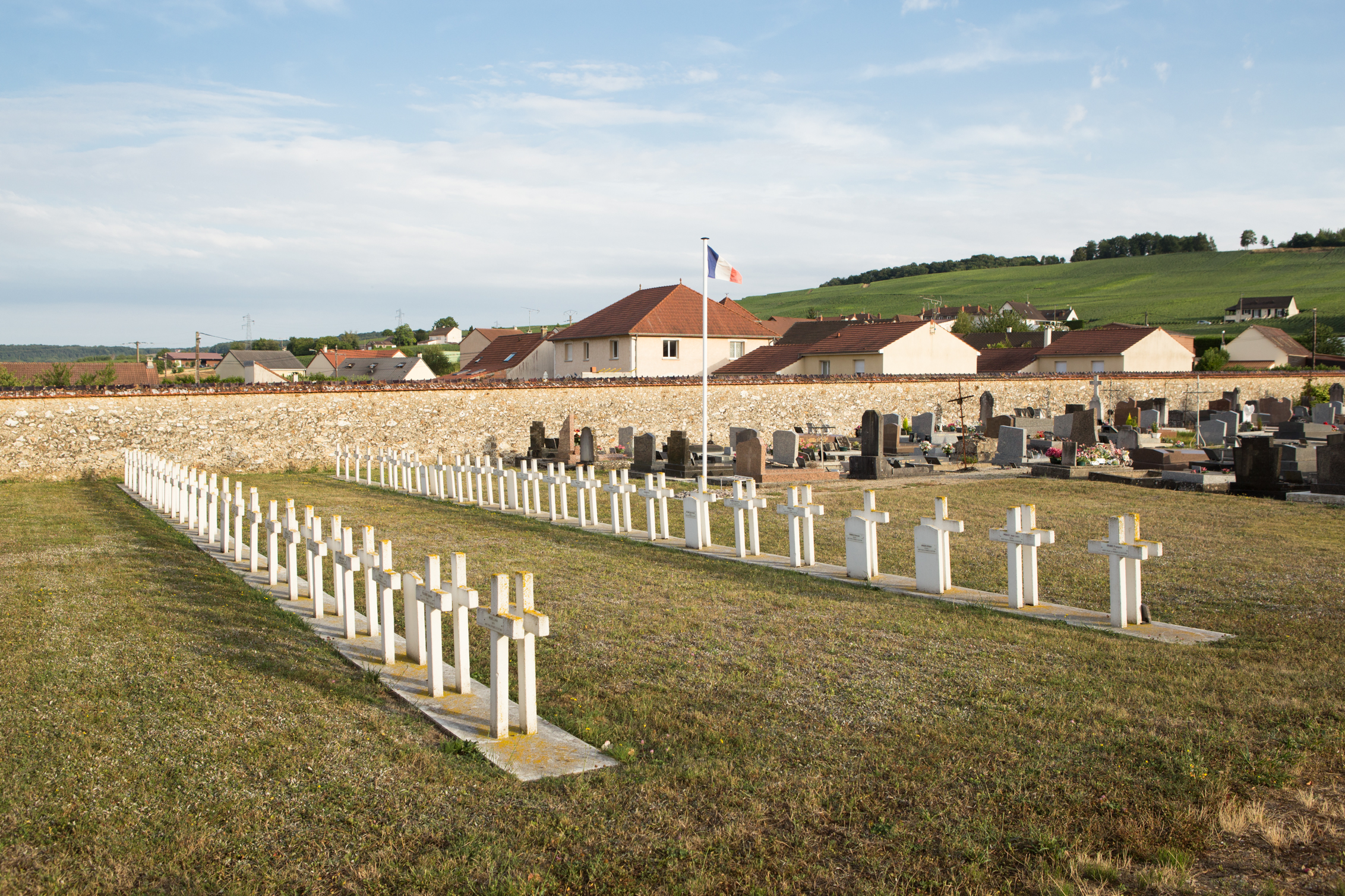
Franse graven

Achteraan de begraafplaats liggen in een militair perk de graven van 91 Franse gesneuvelde soldaten uit de Eerste Wereldoorlog. De meeste vielen tijdens de Tweede Slag bij de Marne in augustus 1918. De graven liggen rug aan rug in twee dubbele rijen.

### Britse graven
In de noordelijke hoek van de begraafplaats ligt een klein perk met 6 Britse gesneuvelden uit de Eerste Wereldoorlog. Zij sneuvelden tussen 21 en 23 juli 1918.  
Hun graven worden onderhouden door de Commonwealth War Graves Commission en zijn daar geregistreerd als St. Martin-d’Ablois (Ablois-St. Martin) Communal Cemetery.
- John Brown Balfour, eerste-sergeant bij het Machine Gun Corps (Infantry) werd onderscheiden met de Distinguished Conduct Medal (DCM).